# Rastros
Rastros (en croata: Tragovi) es una película croata de 2022 coescrita y dirigida por Dubravka Turic.
Fue seleccionada como la candidata croata a la mejor película internacional en los Premios Óscar 2024.

## Sinopsis
Tras la muerte de su padre, la joven científica Ana lucha contra una crisis de identidad, al ser el último miembro de una familia antaño numerosa. Los cambios en su interior se reflejan de repente en la realidad -soledad, crisis, emigración- y su investigación científica sobre los símbolos místicos y las huellas humanas dejadas en la piedra se entrelazan misteriosamente con su vida hasta que recupera la confianza en sí misma, sigue adelante y por fin deja de ocultar sus marcas de vitíligo, huellas de sus traumas.

## Reparto
- Marija Skaricic como Ana
- Niksa Butijer como Jozo
- Lana Baric como Vera
- Mate Gulin como Padre
- Tvrtko Juric  como reportero de TV
- Dragan Micanovic como Andrija
- Tanja Smoje como Danci
- Marina Redzepovic como Lana
- Aleksandra Naumov como Mateja
- Barbara Nola como Doctor